# Meus Filhos, Minha Vida
Meus Filhos, Minha Vida é uma telenovela brasileira produzida e exibida pelo SBT entre 8 de junho de 1984 e 8 de março de 1985, em 237 capítulos, às 19h45, substituindo Vida Roubada e sendo substituída por Jogo do Amor. Escrita por Ismael Fernandes, com colaboração de Crayton Sarzy e Henrique Lobo, sob direção de Henrique Lobo e Jardel Mello e direção geral de Antonino Seabra. Foi a primeira novela original do SBT, após 12 adaptações de mexicanas. Sucesso de público, chegou a atingir 20 pontos e rendeu à Miriam Pires o Prêmio APCA de Melhor Atriz.
Conta com Miriam Pires, Dênis Derkian, Raymundo de Souza, Carlo Briani, Sônia de Paula, Arlete Montenegro, Rogério Márcico e Cláudia Alencar nos papéis principais.

## Produção
Devido a boa repercussão de sua primeira novela longa, Vida Roubada – após anos produzindo obras curtas entre 50 e 90 capítulos e com um único núcleo – Sílvio Santos decidiu dar um passo adiante e encomendou para Ismael Fernandes uma obra autoral aos moldes tradicionais. Assim, Meus Filhos, Minha Vida foi a primeira novela original do SBT, após 12 adaptações de textos mexicanos, sendo também a primeira a ter núcleos paralelos que não necessariamente se interligam. Para tal, a emissora investiu na contratação de atores da Rede Globo e Band, como Miriam Pires, Dênis Derkian, Carlo Briani, Cláudia Alencar e Carmem Silva. Devido ao sucesso, os 120 capítulos programados inicialmente acabaram se tornando 237.

### Reboot
A novela ganhou um reboot  – versão de uma obra com outro encaminhamento –  em 1996 chamada Razão de Viver, protagonizada por Irene Ravache, Adriana Esteves e Joana Fomm.

## Enredo
Luzia é uma costureira batalhadora de São Paulo que sustenta sozinha os três filhos: Mário, André e Pedro. Após o primeiro ser preso num assalto, a mãe vende sua casa para pagar os advogados, deixando para trás as amigas Jandira e Alzira, e eles vão morar num cortiço alugado, sendo o estopim para que André, revoltado com a pobreza, abandone a família e a namorada Cleusa para ir para o Rio de Janeiro, onde conhece a rica e deprimida Olga, que sempre foi submissa aos desmandos dos pais Yara e Pascoal, decidindo dar o golpe-do-baú nela. Com o nome fichado, Mário também decide ir para o Rio buscando uma nova vida e atrás deve vai Pedro, temendo que o irmão volte a se envolver no crime. 
Para trás fica Zilda, namorada de Mário, que sempre a tratou Luzia como uma mãe e nem imagina que o amado conheceu outra mulher, Rosa, esperando que um dia ele volte para se casar com ela. No cortiço também moram Sonia e Gilson, um casal de trambiqueiros que vive de dar golpes e roubam o dinheiro que Luzia pede para enviar religiosamente aos filhos, além de Cristina e Heitor, casal desempregado que não sabe como sustentar o filho João. Há ainda o romance da modelo Matilde e do fotógrafo Alex. Na reta final, André se apaixona por Isabel, irmã indomável e dominadora de Olga, que volta da Europa.

## Elenco
| Ator              | Personagem         |
| ----------------- | ------------------ |
| Miriam Pires      | Luzia Santos       |
| Hélio Souto       | Renato             |
| Dênis Derkian     | André Santos       |
| Raymundo de Souza | Mário Santos       |
| Carlo Briani      | Pedro Santos       |
| Sônia de Paula    | Olga Montenegro    |
| Arlete Montenegro | Yara Montenegro    |
| Rogério Márcico   | Pascoal Montenegro |
| Cláudia Alencar   | Zilda              |
| Patrícia Scalvi   | Rosa               |
| Célia Coutinho    | Sonia Pacheco      |
| João Signorelli   | Gilson Pacheco     |
| Carmem Silva      | Ana Pacheco        |
| Wilma Dias        | Matilde            |
| Arnaldo Weiss     | Alex Veiga         |
| Gésio Amadeu      | Dante              |
| Helena Ramos      | Cleusa             |
| Fábio Mássimo     | Dr. Rafael         |
| Wilma de Aguiar   | Jandira            |
| Gessy Fonseca     | Alzira             |
| Tereza Teller     | Cristina Morada    |
| Alberto Baruque   | Heitor Morada      |
| José Parisi       | Padre Miguel       |
| Ivete Bonfá       | Fátima             |
| Bárbara Fazzio    | Flora              |
| Miguel M. Abrahão | Marquinhos         |
| Sônia Lima        | Sabrina            |
| Daliléa Ayala     | Violante           |
| Alexandra Corrêa  | Clarice            |
| Felipe Donavan    | Camargo            |
| Lu Martan         | Alípio             |
| Wendel Bezerra    | João Morada        |

### Participações especiais
| Ator                | Personagem           |
| ------------------- | -------------------- |
| Cleyde Yáconis      | Adelaide             |
| Eliane Giardini     | Isabel Montenegro    |
| Eleu Salvador       | Benjamim Montenegro  |
| Roberto Scudero     | Zé Carlos            |
| Abrahão Farc        | Advogado de Mário    |
| Carlos Koppa        | Agenor               |
| Paulo Hesse         | Pascoal Pai          |
| Cláudio Curi        | Delegado da Colômbia |
| Bruno Giordano      | Dudu                 |
| Aparecida de Castro | Antonieta            |
| Daliléa Ayala       | Dalila               |
| Dante Ruy           | Noé                  |
| Elvira Gentil       | Jandira              |
| Carlos Silveira     | Policial             |
| Nhá Barbina         | Madame Rúbia         |
| Edgard Franco       | Ed                   |
| Eleu Salvador       | Eliseu               |
| Xandó Batista       | Armando              |
| Elvira Gentil       | Cibele               |
| Henrique Lisboa     | Jonas                |
| Helô Pinheiro       | Ela mesma            |
| Marly Marley        | Ela mesma            |
| Mauro Alencar       | Ele mesmo            |
| Juan Fabra          | Seu Ramiro           |

## Reprises
Foi reprisada pela primeira vez entre 4 de março a 4 de outubro de 1985, às 15h30, em 149 capítulos substituindo Os Ricos Também Choram e sendo substituída por O Direito de Nascer.
Foi reprisada pela segunda vez entre 7 de maio a 3 de novembro de 1990, às 18h30, em 156 capítulos, substituindo Cortina de Vidro e sendo substituída por Brasileiras e Brasileiros.

## Audiência
Foi a primeira novela realmente competitiva do SBT, garantindo a vice-liderança e fechando com média geral de 12 pontos. Seu recorde foi 20 pontos, atingido em 18 de outubro de 1984.

## Triha sonora
Todas as canções da novela foram interpretadas por Agnaldo Rayol, com exceção de Even the Nights Are Better e Therms of Endearment Theme, que são instrumentais.
- Obrigado meu Deus (Tema de abertura)
- Champagne
- É sempre amor (As Time Goes By)
- Trovador
- Fascinação